# Chất dẻo

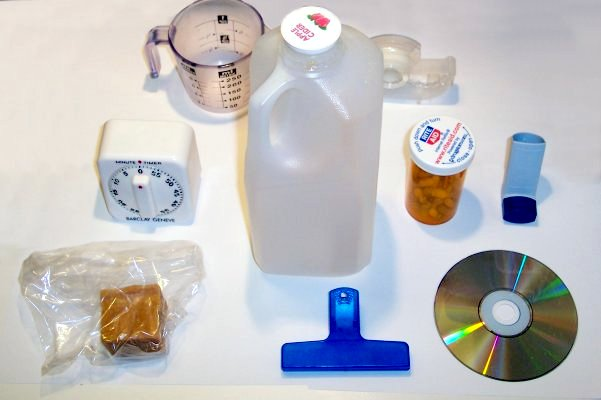
Đồ gia dụng được làm từ nhiều loại chất dẻo khác nhau

Chất dẻo, hay còn gọi là nhựa hoặc mủ, là các hợp chất cao phân tử, được dùng làm vật liệu để sản xuất nhiều loại vật dụng trong đời sống hằng ngày như là: áo mưa, ống dẫn điện... cho đến những sản phẩm công nghiệp, gắn với đời sống hiện đại của con người. Chúng là những vật liệu có khả năng bị biến dạng khi chịu tác dụng của nhiệt, áp suất và vẫn giữ được sự biến dạng đó khi thôi tác dụng. Chất dẻo còn được sử dụng rộng rãi để thay thế cho các sản phẩm làm bằng: vải, gỗ, da, kim loại, thủy tinh. Vì chúng bền, nhẹ, khó vỡ, nhiều màu sắc đẹp.
Chất dẻo thường là các chất tổng hợp có nguồn gốc từ các sản phẩm. Chất dẻo được sử dụng rộng rãi ở các nước phát triển, chủ yếu trong bao bì (1/3) và xây dựng (1/3). Các ứng dụng khác bao gồm ô tô, nội thất, đồ chơi. Ở các nước đang phát triển, tỷ lệ sử dụng chất dẻo có thể khác nhau, ví dụ ở Ấn Độ, 42% được dùng cho bao bì. Chất dẻo cũng được ứng dụng trong y tế (cấy ghép, thiết bị). Sản lượng chất dẻo bình quân đầu người là 50kg/năm và tăng gấp đôi mỗi thập kỷ.
Lưu ý 1: Lý do sử dụng thuật ngữ này thay vì polymer là vì lý do sau thường gây ra
 Gây phiền phức, vì vậy nó không được khuyến khích.

## Thành phần
Hầu hết chất dẻo chứa các polyme hữu cơ. Phần lớn các polyme này có nguồn gốc từ các chuỗi chỉ có các nguyên tử cacbon hoặc kết hợp với oxy, lưu huỳnh hoặc nitơ. Để tạo ra các đặc điểm của chất dẻo, các nhóm phân tử khác nhau được liên kết vào mạch cacbon tại những vị trí thích hợp. Cấu trúc của các chuỗi như thế này ảnh hưởng đến tính chất của các polyme. Việc can thiệp một cách tinh vi như thế này vào tạo thành nhiều tính chất của polymer bằng cách lặp lại cấu trúc phân tử đơn vị cho phép chất dẻo trở thành một bộ phận không thể thiếu của thế kỷ 21.

## Phân loại

### Phân loại theo hiệu ứng của polyme với nhiệt độ
1. Nhựa nhiệt dẻo: Là loại nhựa khi nung nóng đến nhiệt độ chảy mềm thì nó chảy mềm ra và khi hạ nhiệt độ thì nó đóng rắn lại. Thường tổng hợp bằng phương pháp trùng hợp. Các mạch đại phân tử của nhựa nhiệt dẻo liên kết bằng các liên kết yếu (liên kết hydro, vanderwall). Tính chất cơ học không cao khi so sánh với nhựa nhiệt rắn. Nhựa nhiệt dẻo có khả năng tái sinh được nhiều lần, ví dụ như: polyetylen (PE), polypropylen (PP), polystyren (PS), poly metyl metacrylat (PMMA), poly butadien (PB), poly etylen tere phtalat (PET),...
2. Nhựa nhiệt rắn: là hợp chất cao phân tử có khả năng chuyển sang trạng thái không gian 3 chiều dưới tác dụng của nhiệt độ hoặc phản ứng hóa học và sau đó không nóng chảy hay hòa tan trở lại được nữa, không có khả năng tái sinh. Một số loại nhựa nhiệt rắn: ure focmadehyt [UF], nhựa epoxy, phenol formaldehyde (PF), nhựa melamin, poly este không no...
3. Vật liệu đàn hồi (elastome): là loại nhựa có tính đàn hồi như cao su.

### Phân loại theo ứng dụng
1. Nhựa thông dụng: là loại nhựa được sử dụng số lượng lớn, giá rẻ, dùng nhiều trong những vật dụng thường ngày, như: PP, PE, PS, PVC, PET, ABS,...
2. Nhựa kỹ thuật: Là loại nhựa có tính chất cơ lý trội hơn so với các loại nhựa thông dụng, thường dùng trong các mặt hàng công nghiệp, như: PC, PA,......
3. Nhựa chuyên dụng: Là các loại nhựa tổng hợp chỉ sử dụng riêng biệt cho từng trường hợp.

## Các loại chất dẻo

### Các loại chất dẻo phổ biến
Danh mục này bao gồm cả chất dẻo thông dụng, chất dẻo tiêu chuẩn và chất dẻo kỹ thuật.
- Polyamide (PA) hoặc (nilon) - sợi, lông bàn chải đánh răng, ống, dây câu và các bộ phận máy có độ bền thấp như bộ phận động cơ hoặc khung súng
- Polycacbonat (PC) - đĩa compact, kính mắt, tấm chắn cảnh sát, cửa sổ an ninh, đèn giao thông và thấu kính
- Polyester (PES) - sợi và vải dệt
- Polyethylene (PE) - một loạt các ứng dụng bao gồm túi siêu thị và chai nhựa
  - Polyethylene mật độ cao (HDPE) - chai đựng chất tẩy rửa, bình đựng sữa và hộp nhựa đúc
  - Polyethylene mật độ thấp (LDPE) - đồ gia dụng ngoài trời, vách ngăn, gạch lát sàn, rèm phòng tắm và bao bì vỏ sò
  - Polyethylene terephthalate (PET) - chai nước uống có ga, lọ đựng bơ đậu phộng, màng bọc thực phẩm và bao bì dùng được trong lò vi sóng
- Polypropylene (PP) - nắp chai, ống hút, hộp đựng sữa chua, thiết bị gia dụng, chắn bùn ô tô
- Polystyrene (PS) - hộp đựng bánh kẹo, văn phòng phẩm,đồ chơi, cốc, đĩa dùng một lần, dao kéo, đĩa compact (CD) 
  - High impact polystyrene (HIPS) – lót tủ lạnh, bao bì thực phẩm
- Polyurethane (PU) - lớp lót ống, băng tải, trục và bánh xe, hiện là loại nhựa được sử dụng phổ biến thứ sáu hoặc thứ bảy
- Polyvinyl chloride (PVC) - ống nước và máng xối, dây / cáp cách điện, rèm tắm, khung cửa sổ
- Polyvinylidene chloride (PVDC) - bao bì thực phẩm
- Acrylonitrile butadiene styrene (ABS) - hộp đựng thiết bị điện tử (ví dụ: màn hình máy tính, máy in, bàn phím) và ống thoát nước
  - Polycarbonate + Acrylonitrile Butadiene Styrene (PC + ABS) - pha trộn giữa PC và ABS tạo ra một loại nhựa cứng hơn được sử dụng trong các bộ phận bên trong và bên ngoài ô tô cũng như thân điện thoại di động
  - Polyethylene + Acrylonitrile Butadiene Styrene (PE + ABS) - một hỗn hợp chống trơn của PE và ABS được sử dụng trong các ổ trục khô công suất thấp

### Nhựa chuyên dụng
- Polyepoxit (epoxy) - được sử dụng làm chất kết dính, chất làm bầu cho các thành phần điện và ma trận cho vật liệu composite với chất làm cứng bao gồm amin, amid và bo triflorua
- Polymethyl methacrylate (PMMA) (acrylic) - kính áp tròng, kính dán (được biết đến nhiều nhất ở dạng này với nhiều tên thương mại khác nhau trên thế giới; ví dụ như Perspex, Plexiglas, Oroglas), aglets, bộ khuếch tán ánh sáng huỳnh quang, viền đèn hậu cho xe. Nó tạo thành nền tảng của sơn acrylic nghệ thuật và thương mại vì không tan trong nước khi sử dụng các tác nhân khác.
- Polytetrafluoroethylene (PTFE), hoặc Teflon - lớp phủ chịu nhiệt, ma sát thấp, được sử dụng trong những thứ như bề mặt chống dính cho chảo rán, băng keo của thợ sửa ống nước và trượt nước
- Phenolics hoặc phenol formaldehyde (PF) - mô đun cao, chịu nhiệt tương đối và polyme chống cháy tuyệt vời. Được sử dụng để cách điện các bộ phận trong đồ điện, các sản phẩm nhiều lớp giấy (ví dụ: Formica), bọt cách nhiệt. Đây là một loại nhựa nhiệt rắn, có tên thương mại quen thuộc là Bakelite, có thể được tạo khuôn bằng nhiệt và áp suất khi trộn với bột gỗ giống như chất độn hoặc có thể được đúc ở dạng lỏng chưa được lấp đầy hoặc đúc dưới dạng bọt (ví dụ: Oasis). Tuy nhiên có nhiều vấn đề bao gồm xác suất khuôn tự nhiên có màu tối (đỏ, xanh lá cây, nâu) và vì nhiệt rắn rất khó tái chế.
- Melamine formaldehyde (MF) - một trong những nguyên tố amin, được sử dụng làm chất thay thế nhiều màu cho phenol, ví dụ như trong khuôn đúc (ví dụ: chất thay thế chống vỡ cho cốc, đĩa và bát sứ cho trẻ em) và lớp bề mặt trên cùng được trang trí của giấy laminates
- Urê-fomanđehit (UF) - một trong những nguyên tố amin, được sử dụng như một chất thay thế nhiều màu cho phenol: được sử dụng làm chất kết dính gỗ (cho ván ép, ván dăm, bìa cứng) và vỏ công tắc điện.
- Polyete ete keton(PEEK) - nhựa nhiệt dẻo chịu nhiệt, bền với hóa chất và nhiệt, tương thích sinh học cho phép sử dụng trong các ứng dụng cấy ghép y tế, khuôn đúc hàng không vũ trụ. Là một trong những loại polyme thương mại đắt tiền nhất.
- Maleimide / bismaleimide - được sử dụng trong vật liệu composite ở nhiệt độ cao
- Polyetherimide (PEI) (Ultem) - một loại polyme ổn định về mặt hóa học ở nhiệt độ cao và không kết tinh
- Polyimide - một loại nhựa nhiệt độ cao được sử dụng trong các vật liệu như băng Kapton
- Vật liệu plastarch - nhựa nhiệt dẻo có thể phân hủy sinh học và chịu nhiệt được làm từ tinh bột ngô biến tính
- Axit polylactic (PLA) - một loại nhựa nhiệt dẻo có thể phân hủy sinh học được chuyển đổi thành nhiều loại polyeste béo có nguồn gốc từ axit lactic, do đó có thể được tạo ra bằng cách lên men các sản phẩm nông nghiệp khác nhau như bột ngô, từng được làm từ các sản phẩm sữa
- Furan - nhựa dựa trên rượu furfuryl được sử dụng trong cát đúc và vật liệu tổng hợp có nguồn gốc sinh học
- Silicone poly (nhựa chịu nhiệt diketoenamine được sử dụng chủ yếu làm chất trám khe nhưng cũng được sử dụng cho các dụng cụ nấu ăn ở nhiệt độ cao và làm nhựa nền cho sơn công nghiệp
- Polysulfone - nhựa có thể xử lý nóng chảy ở nhiệt độ cao được sử dụng trong màng, phương tiện lọc, ống nhúng máy nước nóng và các ứng dụng nhiệt độ cao khác
- Polydiketoenamine (PDK) - một loại nhựa mới có thể ngâm trong axit và định hình lại vô tận, hiện đang được thử nghiệm trong phòng thí nghiệm.[4]

## Lịch sử
Sự phát triển của chất dẻo bắt nguồn từ việc sử dụng các vật liệu nhựa tự nhiên (ví dụ: cao su tự nhiên) sang việc sử dụng các vật liệu tự nhiên, biến đổi về mặt hóa học (ví dụ: kẹo cao su, nitrocellulose, collagen, galalit) và cuối cùng là các phân tử tổng hợp hoàn toàn (ví dụ, bakelite, epoxy, polyvinyl chloride). Chất dẻo ban đầu là vật liệu có nguồn gốc sinh học như trứng và protein trong máu, là các polyme hữu cơ.
Năm 1600 TCN, người Trung Mỹ đã sử dụng cao su thiên nhiên làm banh, dây, và các bức tượng nhỏ.. Sừng gia súc được xử lý được dùng làm cửa cho những chiếc lồng đèn thời Trung Cổ. Vật liệu mô phỏng các đặc tính của sừng được làm bằng cách xử lý protein sữa (casein) với dung dịch kiềm.
Vào thế kỷ 19, khi công nghiệp hóa học phát triển trong cuộc Cách mạng Công nghiệp, nhiều vật liệu đã được phát hiện. Sự phát triển của chất dẻo cũng tăng tốc khi Charles Goodyear phát hiện ra khả năng lưu hóa đối với vật liệu nhiệt rắn có nguồn gốc từ cao su tự nhiên.
Năm 1897, Wilhelm Krische, chủ cơ sở in ấn hàng loạt ở Hanover, Đức, được giao nhiệm vụ phát triển một giải pháp thay thế cho bảng đen. Kết quả là chất dẻo giống sừng làm từ casein protein sữa được phát triển với sự hợp tác của nhà hóa học người Áo (Friedrich) Adolph Spitteler (1846–1940). Kết quả cuối cùng là không phù hợp với mục đích ban đầu. Vào năm 1893, nhà hóa học người Pháp Auguste Trillat đã khám phá ra phương pháp để làm mất hòa tan casein bằng cách ngâm trong formaldehyde, tạo ra vật liệu được bán trên thị trường là galalith.
Chất dẻo đầu tiên được làm ra vào năm 1838 là vinyl chloride. Tiếp theo đó là chất styrene vào năm 1839, acrylic vào năm 1843 và polyeste vào năm 1847. Năm 1869, trong khi tìm kiếm một chất thay thế cho ngà voi, nhà phát minh John Hyatt đã phát hiện ra celluloid với đặc điểm dai và dễ uốn. Chất này đã mở đầu cho cuộc đột phá trong việc triển khai chất tổng hợp mới.
Tuy nhiên, chất dẻo được phát triển mạnh nhất bởi nhà hóa học người Mỹ Leo Baekeland, ông đã khám phá ra phenol formaldehyd vào năm 1909. Chất này có thể đổ khuôn thành bất kỳ hình dạng nào và có giá thành rẻ để sản xuất. Sản phẩm này được Baekeland gọi là Bakelite, là chất tổng hợp đầu tiên được sản xuất với số lượng lớn để sử dụng một cách rộng rãi.
Năm 1933, polyethylene được các nhà nghiên cứu của Imperial Chemical Industries (ICI) gồm Reginald Gibson và Eric Fawcett phát hiện.
Sau chiến tranh thế giới thứ nhất, những cải tiến về công nghệ hóa học đã dẫn đến sự bùng nổ các dạng chất dẻo mới; việc sản xuất hàng loạt đã bắt đầu vào khoảng thập niên 1940 và 1950. Polypropylene được Giulio Natta tìm thấy vào năm 1954 và bắt đầu được sản xuất vào năm 1957. Trong số những mẫu chất dẻo dầu tiên dạng polymer mới phải kể đến là polystyrene (PS)được BASF sản xuất đầu tiên trong thập niên 1930, và polyvinyl chloride (PVC), được tạo ra năm 1872 nhưng được sản xuất thương mại vào cuối thập niên 1920. Năm 1954, polystyrene giãn nở (được dùng làm tấm cách nhiệt, đóng gói, và ly tách...) được Dow Chemical phát minh. Việc phát hiện ra Polyethylene terephthalat (PET) đã tạo ra nhiều ứng dụng của Calico Printers' Association ở Liên hiệp Anh vào năm 1941; nó được cấp phép cho DuPont ở U.S.A và một số quốc gia khác, và là một trong số ít chất dẻo thích hợp cho việc thay thế thủy tinh trong nhiều trường hợp, tạo ra nhiều ứng dụng về chai nhựa ở E.U 

### Parkesine
Chất dẻo parkesine được cấp bằng sách chế cho Alexander Parkes, ở Birmingham, UK năm 1856. Nó đã được công bố tại Triển lãm quốc tế năm 1862 ở Luân Đôn. Parkesine đã giành được huy chương đồng trong hội chợ thế giới năm 1862 ở Luân Đôn (Anh). Parkesine được làm từ cellulose (thành phần chính của thành tế bào thực vật) được xử lý bằng dung môi axit nitric. Sản phẩm đầu ra của quá trình này (thường được gọi là cellulose nitrat hay pyroxilin) có thể hoàn tan trong cồn và được hóa cứng thành loại vật liệu trong suốt và đàn hồi có thể đúc được khi đun nóng. Khi được nhuộm vào màu nó có thể tạo thành dạng giống như Ngà voi.

## Công nghiệp nhựa
Xem thêm: Công nghiệp hoá chất và Công nghiệp nhựa
Sản xuất nhựa là một phần quan trọng của ngành công nghiệp hóa chất, và một số công ty hóa chất lớn nhất thế giới đã tham gia từ những ngày đầu tiên, chẳng hạn như các công ty hàng đầu trong ngành BASF và Dow Chemical.
Năm 2014, doanh thu của năm mươi công ty hàng đầu lên tới 961.300.000.000 USD. Tổng cộng các công ty đến từ mười tám quốc gia, với hơn một nửa số công ty trong danh sách có trụ sở chính tại Mỹ. Nhiều trong số năm mươi công ty nhựa hàng đầu chỉ tập trung ở ba quốc gia:
- Hoa Kỳ: 12
- Nhật Bản: 8
- Đức: 6

BASF là nhà sản xuất hóa chất lớn nhất thế giới trong chín năm liên tiếp.
Các hiệp hội thương mại đại diện cho ngành công nghiệp ở Hoa Kỳ bao gồm Hội đồng Hóa học Hoa Kỳ.

### Tiêu chuẩn công nghiệp
Nhiều đặc tính của chất dẻo được xác định bởi các tiêu chuẩn do ISO quy định, chẳng hạn như:
- ISO 306 - Nhựa nhiệt dẻo

Nhiều thuộc tính của nhựa được xác định bởi Tiêu chuẩn UL, các thử nghiệm do Phòng thí nghiệm bảo hiểm (UL) chỉ định, chẳng hạn như:
- Tính dễ cháy - UL94
- Tỷ lệ theo dõi hồ quang điện áp cao - UL746A
- Chỉ số theo dõi so sánh

## Phụ gia
Hầu hết chất dẻo chứa các chất hữu cơ hoặc hợp chất vô cơ khác. Số lượng chất phụ gia từ 0% đối với các polymer dùng trong thực phẩm đến hơn 50% dùng trong các ứng dụng điện tử. Thành phần chất phụ gia trung bình khoảng 20% theo khối lượng polymer. Một số chất độn có độ hoạt động cao hơn và được gọi là các tăng độ bền. Nhiều tranh cãi liên quan đến nhựa được kết hợp với phụ gia. Các hợp chất gốc hữu cơ đặc biệt độc hại.
Các chất phụ gia điển hình bao gồm

### Chất ổn định
Chất ổn định polyme kéo dài tuổi thọ của polyme bằng cách ngăn chặn sự xuống cấp do tia UV, quá trình oxy hóa và các hiện tượng khác. Các chất ổn định điển hình  hấp thụ tia UV hoặc hoạt động như chất chống oxy hóa.

### Chất làm đầy
Nhiều loại nhựa có chứa chất độn để cải thiện hiệu suất hoặc giảm chi phí sản xuất. Thông thường, chất độn có nguồn gốc khoáng chất, ví dụ như phấn. Các chất độn khác bao gồm: tinh bột, cellulose, bột gỗ, bụi ngà và oxit kẽm.
- Hầu hết các chất độn là vật liệu tương đối trơ và rẻ tiền, làm cho sản phẩm rẻ hơn theo trọng lượng.
- Phụ gia ổn định bao gồm chất làm chậm cháy, để giảm khả năng bắt lửa của vật liệu.
- Một số chất độn có hoạt tính hóa học cao hơn và được gọi là: chất gia cố.[17]

### Chất hóa dẻo
Vì có nhiều loại polyme hữu cơ quá cứng trong một số ứng dụng đặc biệt chúng phải được trộn với các chất tạo dẻo (nhóm phụ gia lớn nhất) là các hợp chất gốc dầu dùng để cải thiện tính lưu biến,

### Phẩm màu
Phẩm màu là các chất phụ gia phổ biến mặc dù trọng lượng của chúng chiếm tỉ lệ nhỏ

## Độc tính
Nhựa nguyên chất có độc tính thấp do không hòa tan trong nước và vì chúng trơ về mặt hóa sinh, do trọng lượng phân tử lớn.
Các sản phẩm nhựa chứa nhiều loại phụ gia, một số chất phụ gia có thể gây độc. Ví dụ, chất làm dẻo như adipat và phthalate thường được thêm vào nhựa giòn như polyvinyl chloride để sử dụng trong bao bì thực phẩm, đồ chơi và nhiều mặt hàng khác. Các hợp chất này có thể rò rỉ ra khỏi sản phẩm. Do lo ngại về ảnh hưởng của các chất rò rỉ như vậy, Liên minh Châu Âu đã hạn chế việc sử dụng DEHP (di-2-ethylhexyl phthalate) và các phthalate khác trong một số ứng dụng và Hoa Kỳ đã hạn chế việc sử dụng DEHP, DPB, BBP, DINP, DIDP và DnOP trong các bài viết về đồ chơi trẻ em và chăm sóc trẻ em với Đạo luật Cải thiện An toàn Sản phẩm Tiêu dùng.